# Belge (langue antique)
Pour les articles homonymes, voir Belge.
La nature de la langue (ou des langues) parlée(s) par les Belges au nord de la Gaule dans l'Antiquité est incertaine, étant donné qu'ils n'ont pas laissé d'écrits. Les hypothèses dans ce domaine se fondent principalement sur les témoignages des auteurs antiques ; sur l'étude des noms propres de leurs tribus, de leurs chefs et de leurs dieux, cités dans les textes antiques ; ainsi que sur l'analyse de la toponymie de la région qu'ils occupaient.
Une grande partie de l'onomastique de la Gaule belgique s'explique par le gaulois. Il existe cependant un certain nombre de termes qui s'expliquent par la grammaire comparée des langues indo-européennes, mais présentent une phonétique distincte à la fois de celles des langues celtiques et des langues germaniques. Sur cette base, ainsi que sur l'affirmation de Jules César que les Belges différaient des Gaulois par la langue, certains spécialistes, tels Maurits Gysseling, Hans Kuhn, Rolf Hachmann et Wolfgang Meid, postulent l'existence ancienne d'une langue belge spécifique, rattachée à la famille des langues indo-européennes, mais distincte à la fois du celtique et du germanique, et entretenant peut-être des rapports particuliers avec les langues italiques.

## Les témoignages antiques

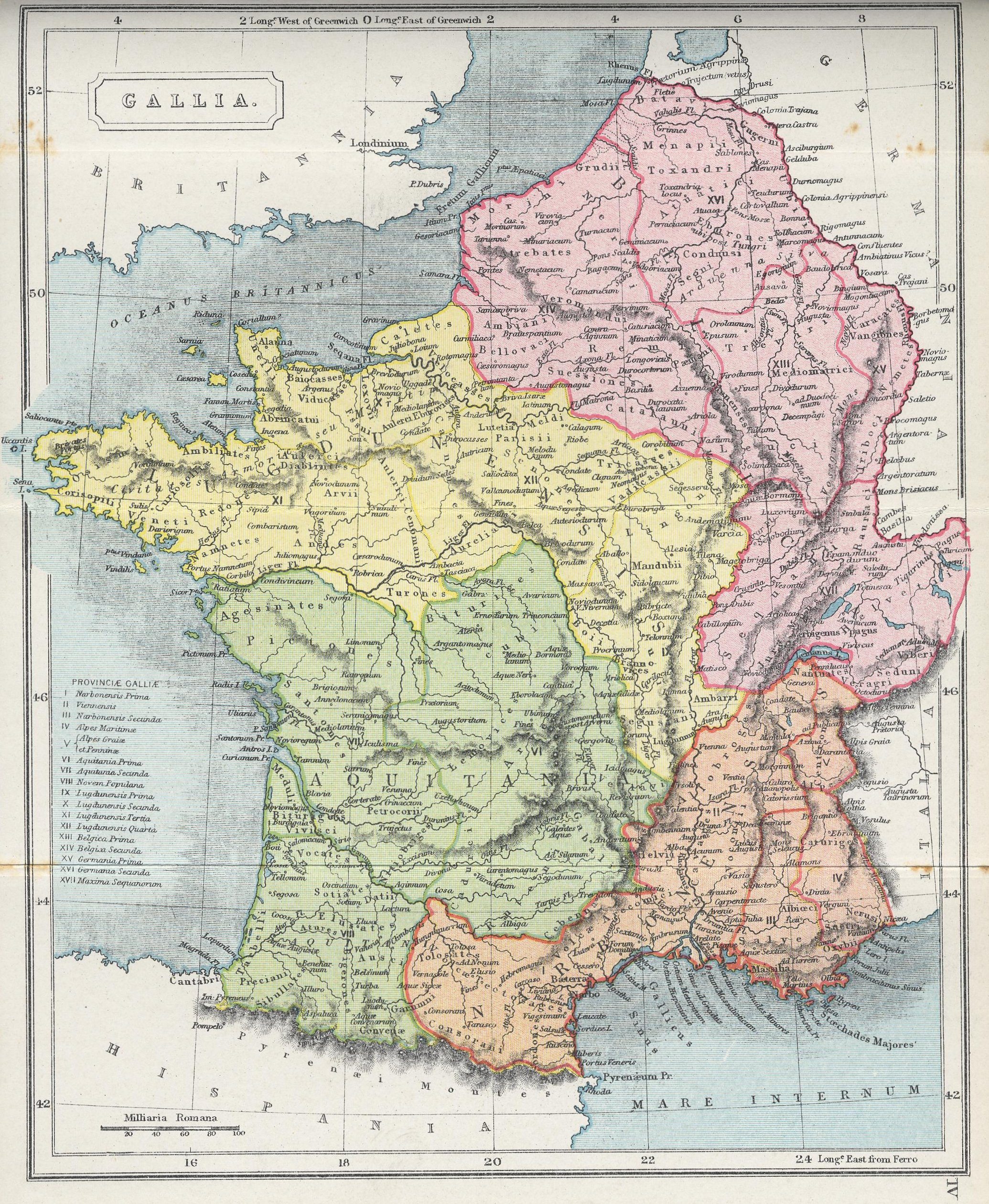
Divisions de la Gaule sous Auguste

Dans ses Commentaires, Jules César commence par affirmer que les Belges, tout comme les Aquitains, diffèrent des Gaulois par « le langage, les institutions et les lois ». Il ajoute que les Germains vivent au-delà du Rhin. 
Plus loin, il signale pourtant que des Germains sont installés en deçà du Rhin et il précise que les Condruses, les Éburons, les Caeroesi et les Pémanes sont appelés Germains. Il utilise également l'expression Germani cisrhenani (« Germains d'en deçà du Rhin »). Il affirme enfin que les Aduatuques sont des descendants d'un groupe de Cimbres et de Teutons, peuples généralement considérés comme germaniques, et que les Sègnes et les Condruses sont d'origine germanique.
On trouve cependant également chez César des passages en faveur de la celticité des Belges. Il fait dire à Ambiorix, roi des Éburons : « il était bien difficile à des Gaulois [c'est-à-dire aux Éburons] de refuser leur concours à d'autres Gaulois ». Un Nervien est également qualifié de Gaulois. On observe également qu'Ambiorix s'adresse aux Romains par l'intermédiaire d'un interprète originaire d'Hispanie, puis d'un autre venant de Gaule narbonnaise (le père de Trogue Pompée).
Tacite révèle que les Trévires et les Nerviens refusaient de se faire appeler Gaulois : « Les Trévires et les Nerviens témoignent de quelque vanité à faire valoir une origine germaine, comme si, grâce à ce sang glorieux, ils se distinguaient des Gaulois, ne voulant pas leur ressembler ni imiter leur paresse ».
Strabon, qui est contemporain d'Auguste, indique que la langue des Belges était très proche de celle des Gaulois. Il mentionne en outre une confédération belge de quinze peuples le long de l'océan entre le Rhin et la Loire (Liger) et les qualifie de parocéanites (« maritimes » d'où « armoricains »), mais mentionne séparément les Osismes et les Vénètes. Il ajoute "Mais Auguste vint qui divisa la Gaule en quatre parties : il fit de l'ancienne Celtique la province Narbonitide ou Narbonnaise, maintint l'Aquitaine telle qu'elle était du temps de César, si ce n'est qu'il y annexa quatorze des peuples compris entre le Garounas (Garonne) et le Liger (Loire), puis, ayant distribué le reste de la Gaule en deux provinces, il rattacha l'une à Lugdunum, en lui donnant pour limite le cours supérieur du Rhin, et assigna l'autre aux Belges,, laquelle se prolonge jusqu'à l'Océan. Ce qui explique aussi le fait que les Bellovaques faisaient partie des alliés des Éduens alors que ces derniers étaient les rivaux des Séquanes, tout comme des Arvernes. Les géographes grecs Posidonios et Strabon expliquent par  ailleurs que les Armoricains (Armoricani) ont leur origine dans le groupe des Gaulois belges qui auraient été obligés d'émigrer à cause de l'invasion de Germains cisrhénans en Gaule belgique ce que semble confirmer la génétique (haplogroupe I ADN-Y)[réf. nécessaire]. Contrairement aux écrits de César, les Belges selon les autres auteurs antiques auraient ainsi occupé tout le nord de la Gaule.

## Une onomastique de type celtique
Certains termes dont on peut faire remonter l'origine à l'époque des anciens Belges sont manifestement celtiques. C'est notamment le cas des anthroponymes de leurs chefs, qui sont tout à fait semblables à ceux utilisés en Gaule : Indutiomaros (gaulois maros « grand, puissant », cognat d'Iondat-mar, nom d'un roi légendaire d'Irlande), Cingetorix (« puissant par ses fantassins », quasi-homonyme de Vercingétorix), Ambiorix, Catuvolcos (« prompt au combat », voir irlandais cath « combat » et folg « rapide »), Boduognatos (nom lié à une déesse-corneille, cognat de Bodnod, nom d'un héros gallois). C'est également le cas d'un ethnonyme comme Remi (« placés en avant, premier », voir le latin prīmus), dans lequel le [p] est tombé, conformément au phonétisme celtique. Le nom des Éburons se rapproche également d'autres appellations issues du monde celtique : les Éburovices, Eburacum (York). Les Vosugones portent également un nom d'apparence gauloise. La déesse éburonne Virodactis a un cognat en irlandais : feardhacht « vertu virile, âge d'homme ».

## L'hypothèse d'une langue spécifique
Certains particularismes linguistiques perceptibles dans l'onomastique,  s'ils sont certes explicables dans le cadre indo-européen, sont clairement distincts du celtique et du germanique, et ont conduit quelques spécialistes à remettre en question le caractère proprement gaulois de la celticité des Belges, voire leur celticité même. 
Tout d'abord, il y a la conservation dans certains mots d'un [p] indo-européen, alors qu'il s'est amuï en celtique dès avant l'époque historique et est passé à [f] en germanique (première mutation consonantique). Certains ethnonymes semblent en effet avoir conservé ce [p] : Pleumoxii (« les inondables », de *pleu(m)- « flot, inondation »), Paemani (possible cognat du grec ποιμήν poimên « berger »), Menapii. Ce dernier terme, tout comme le nom d'une déesse éburonne des eaux Apa-deva, contient probablement la racine *ab- / *ap- « les eaux » (genre animé), qu'on retrouve également dans le sanskrit āpas « les eaux comme force animée » La forme attendue en celtique est plutôt abu-, abona « rivière » cf. vieil irlandais abann, gallois afon, breton aven, tous de *abonā, d'où les noms de personne Abudos, Abudius, Abucattus. Cependant, on trouve dans les noms de fleuve gallois en Ach- ou -ach, anciennement *ax- ou *-ax, d'une forme en /p/ de *ap-s- pré-celtique que l'on note aussi dans le nom de l'Aisne, Axona continuation régulière en celtique de *Apsona / *Absonaet peut-être parallèle aux toponymes contenant la racine *-ap(p)- « eau » : Oteppe, Wiseppe, Genappe, la Gileppe, la Galoppe, etc. La toponymie a également gardé des traces de la conservation du [p] : la Prüm (Promea, « la précipitée », voir le grec prómos « placé en avant »), la Py (Pida), la Prosne, le Pide(becq) et le Pede (affluent de la Senne).
Un autre fait est la conservation du [kw] ancien, alors qu'il est généralement passé à [p] en gaulois et en brittonique, par exemple Epoissum (Ivoy, aujourd'hui Carignan, tiré d'epo- « cheval »). On connaît en effet divers anthroponymes trévires conservant un [kw], ainsi que des toponymes : la Canche (Quantia), l'Eichel (Aquila). Cependant, ce n'est pas un caractère discriminatoire entre peuples belges et peuples gaulois proprement-dits, puisqu'on trouve aussi chez ces derniers, des exemples de conservation du même phonème, ainsi par exemple dans le mois EQVOS du calendrier de Coligny, le nom de tribu des Séquanes, celui de la Seine, Sequana, le nom de tribu des Quariates, alors qu'on attendrait *pariates sur pario- « chaudron » (cf. gallois pair, vieux cornique per), etc.
Les suffixes -inio- et -st-, caractéristiques de la zone belge, ne se retrouvent pas en celtique[réf. nécessaire].
Certains noms de cours d'eau se terminant en -ara (comme dans Thenra, le nom latin de la Dendre, mentionné en 896 après J.C.), -ănā ou -ǒnā dans Mātrǒnā (aujourd'hui Mater) et des noms de localités se terminant en -iǒm seraient apparemment typiquement belges. Cependant, le type hydronymique et toponymique Mātrǒnā est attesté partout en Gaule et explique le nom de nombreuses rivières, tant au nord qu'au sud : la Marne, les villes de Marnes (Hauts-de-Seine, Deux-Sèvres), les rivières Mayronnes (Aude), Meyronne(s) (Haute-Loire, Var, Alpes de Haute-Provence), etc. Mātrǒnā est basé sur le nom celtique de la mère matir (lire mātīr).    
Ces particularités ont amené le linguiste gantois Maurits Gysseling à postuler en 1975 l'existence ancienne d'une langue belge, terme que lui-même attribue au professeur S.J. De Laet. Il la conçoit comme une langue indo-européenne distincte des langues celtiques, qui aurait été parlée durant la protohistoire en certains lieux qui deviendront la Gaule. Selon sa théorie, plus développée par la suite par Hans Kuhn et d'autres, il en existerait des traces dans certains toponymes du sud-est de la Flandre, tels que Bever, Eine, Mater et Melden. 
Les frontières de la zone linguistique belge auraient été constituées par la Canche et l'Authie au sud-ouest, le Weser et l'Aller à l'est, les Ardennes et le Massif schisteux rhénan au sud-est.
Selon Gysseling, des traces du belge sont encore perceptible aujourd'hui[réf. nécessaire]. Le suffixe diminutif -ika[Quoi ?], les suffixes féminins *-agjōn et *-astrjō et le suffixe collectif *-itja- (vraisemblablement d'un substrat finno-ougrien) ont été empruntés par le néerlandais, où ils sont devenus parfois très productifs. En toponymie, les mots  apa, poel, broek, gaver, drecht, laar et ham proviendraient d'emprunts anciens à la langue belge.
Cependant, la plupart des sources considèrent les Belges comme ayant été de langue celtique,,,,,,,, en tout cas cela est clairement établi pour certains peuples qualifiés de « belges » dans la documentation ancienne, pour lesquels le substrat toponymique de leur ancien territoire est manifestement celtique. De plus la langue des rares inscriptions découvertes sur ces territoires est interprétable par le celtique. En revanche, on ne possède pas la moindre épigraphie dans une supposée langue belge.

## Influences germaniques
Aucun élément proprement germanique qui soit antérieur à la pénétration historique des Germains dans l'Empire romain n'a pu être décelé dans l'ensemble des données linguistiques et onomastiques dont on dispose sur les tribus belges et les territoires qu'elles occupaient[réf. nécessaire].
En revanche, après la germanisation de la région, les toponymes belges ont été affectés par le phonétisme germanique. Certains présentent ainsi les marques typiquement germaniques de la première mutation consonantique (p → f, t → þ, k → h) et du changement vocalique ǒ → ă. Cela se serait produit lors d'une première germanisation précoce au IIIe siècle avant notre ère[réf. souhaitée], et non lors de la colonisation franque du Ve au VIIIe siècle de notre ère.

## Interprétations
Ces données sont diversement interprétées par les auteurs.
Jean Loicq considère que l'ensemble des Belges étaient authentiquement des Celtes. Il explique que César regroupe certains Belges sous l'appellation de Germani cisrhenani en faisant l'hypothèse suivante : le terme Germani, qui semble plus celtique que germanique, devait à l'origine être le nom collectif de certaines tribus celtiques frontalières des Germains. Ce nom se serait dès l'époque de César transmis à leurs voisins du nord-est . Quant au maintien du [p] et du [kw] et à la présence de la racine *ap-, il les explique comme des archaïsmes lié à l'Alteuropäisch identifié par Hans Krahe.
D'autres auteurs considèrent que la langue celtique était, chez les Belges comme ailleurs, la langue véhiculaire de l'élite, noblesse, chefs religieux et commerçants, parfois imitée par les couches sociales inférieures. En se basant sur les sources antiques, ils distinguent alors, parmi les Belges, des peuples de Germains celtisés, dont les chefs porteraient néanmoins des noms celtiques. Les tribus mentionnées comme germaniques par ces auteurs sont : les Nerviens,,, les Aduatuques,,,, les Condruses,,,, les Éburons,,, les Trévires,, les Suessions,, les Pémaniens,, les Caeroesi, et les Bataves,.
Pour les chercheurs, comme Maurits Gysseling, Hans Kuhn et Rolf Hachmann, qui postulent l'existence d'une langue belge disparue, les Belges ne seraient ni des Celtes, ni des Germains. Seule leur aristocratie aurait été celtisée,. Cette théorie est connue sous le nom de « bloc du nord-ouest », qui correspondrait en archéologie à la culture de Hilversum. Hans Kuhn, en se fondant sur une analyse de la toponymie de la région, suppose que les peuples de ce « bloc du nord-ouest » représente un peuplement indo-européen qui occupait initialement l'ensemble de la région comprise entre l'Aisne et la Weser, avant de subir les pressions des Celtes et des Germains. Wolfgang Meid s'est rallié à cette théorie, qui permet notamment d'expliquer le maintien du [p] indo-européen dans plusieurs mots bas-allemands. Hans Kuhn a fait certains rapprochements (suffixes, ethnonymes, toponymes, anthroponymes) entre cette langue et les langues indo-européennes du sud de l'Europe, en particulier avec les langues italiques. Avant leur migration vers le sud, les Italiques devaient séjourner en Europe centrale, au voisinage des Germains et des Slaves, comme le montre le large vocabulaire commun à ces groupes. Une partie d'entre eux a peut-être migré vers le nord-ouest, tandis que les autres se dirigeaient vers la péninsule italienne, d'où le rapprochement qui a été fait entre les Ombriens et les Ambrons des rivages de la Mer du Nord.  
Enfin, Bernard Sergent distingue parmi les Belges à la fois des Celtes (Atrébates, Bellovaques, Morins, Rèmes, Trévires), des Germains celtisés (Aduatuques, Condruses, Nerviens) et des peuples appartenant au « bloc du nord-ouest » de Kuhn (Pémanes, Ménapiens, Sunuques).